# Baie Ponce de Léon
La baie Ponce de Léon (en anglais : Ponce de Leon Bay) est une baie américaine du sud-ouest de la Floride. Partie du golfe du Mexique, elle communique avec la Whitewater Bay, qui s'enfonce davantage à l'intérieur des terres.

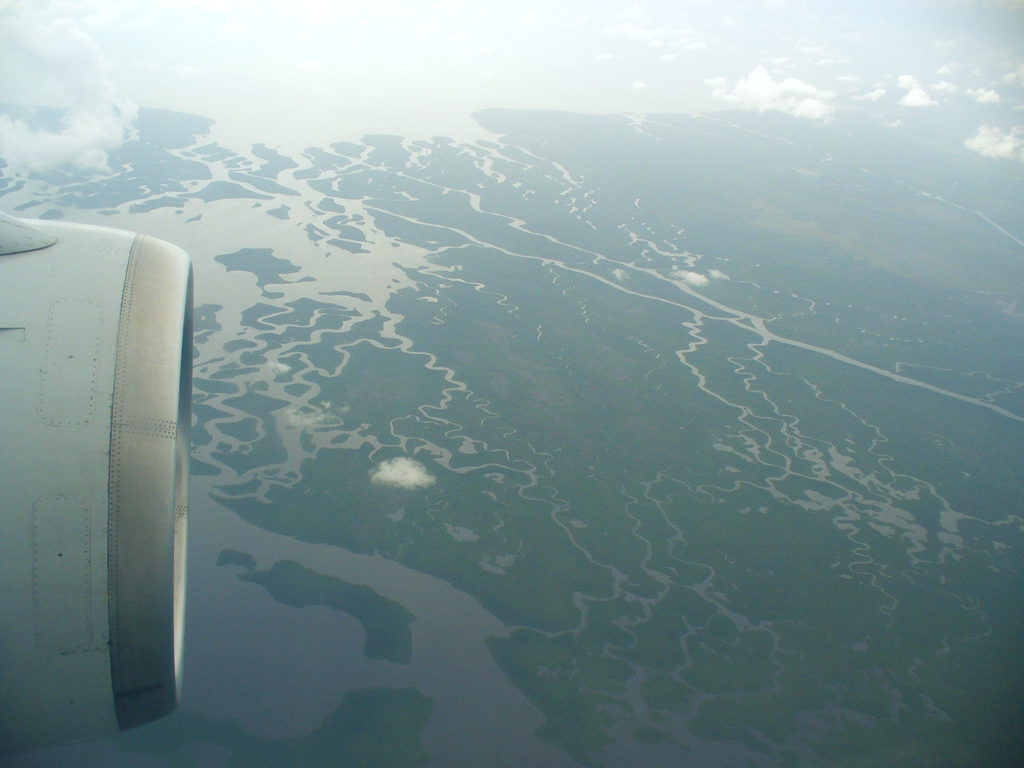
Vue de la baie Ponce de Léon, en haut de la photographie.